# 张之洞为开采砚石事所立石碑
张之洞为开采砚石事所立石碑，位于中国广东省肇庆市端州区下黄岗白石端砚村，刻于清光绪十五年（即1889年）。1984年11月19日，列入肇庆市文物保护单位。